# Hugo Riesenfeld
Hugo Riesenfeld (né le 26 janvier 1879 à Vienne et mort le 10 septembre 1939  à Los Angeles) est un pionnier de la composition pour le cinéma austro-américain ainsi qu'un violoniste et chef d'orchestre.

## Filmographie partielle
- 1916 : Pour sauver sa race (The Aryan)
- 1923 : Bella Donna
- 1923 : Notre-Dame de Paris
- 1925 : Le Fils prodigue (The Wanderer) de Raoul Walsh
- 1926 : Beau Geste
- 1926 : The Sorrows of Satan
- 1926 : L'Espionne (Three Faces East) de Rupert Julian
- 1927 : La Volonté du mort de Paul Leni
- 1927 : Le Roi des rois
- 1927 : L'Aurore
- 1928 : Le Masque de cuir
- 1928 : The Cavalier
- 1928 : Les Fautes d'un père (Sins of the Fathers)
- 1928 : L'Éternel Problème (The Battle of the Sexes) de D. W. Griffith
- 1929 : Le Forban (The Rescue) de Herbert Brenon
- 1929 : Le Masque de fer
- 1929 : La Princesse et son taxi (This is Heaven) d'Alfred Santell
- 1929 : La Mégère apprivoisée (The Taming of the Shrew)
- 1930 : One Romantic Night
- 1931 : Tabou
- 1932 : Les Morts-vivants (White Zombie)
- 1933 : Le Juif errant (The Wandering Jew) de Maurice Elvey
- 1934 : Mon gosse (Peck's Bad Boy) d'Edward F. Cline
- 1935 : The Wandering Jew
- 1935 : L'Empire des fantômes (The Phantom Empire)
- 1936 : La Révolte des zombies (Revolt of the Zombies)
- 1936 : Robinson Crusoe of Clipper Island
- 1936 : Daniel Boone de David Howard
- 1936 : Suivez votre cœur (Follow Your Heart) d'Aubrey Scotto
- 1938 : Hawaii Calls d'Edward F. Cline